# 블랙애더
블랙애더(Blackadder)는 BBC 원 사극 영국 시트콤 네 개의 시리즈를 간추린 이름이다.

## 시리즈
- 블랙애더 4 (Blackadder Goes Forth) - 1989년
- 블랙애더 3 (Blackadder The Third) - 1987년
- 블랙애더 2 (Blackadder 2) - 1986
- 블랙애더 (The Blackadder) - 1983년

### 특별판
- The Black Adder (pilot episode) - 1982년 (공중파 방영 안 됨)
- Blackadder: The Cavalier Years - 1988년
- Blackadder's Christmas Carol - 1988년
- Blackadder: Back & Forth - 1999년